# Simon Wiesenthal

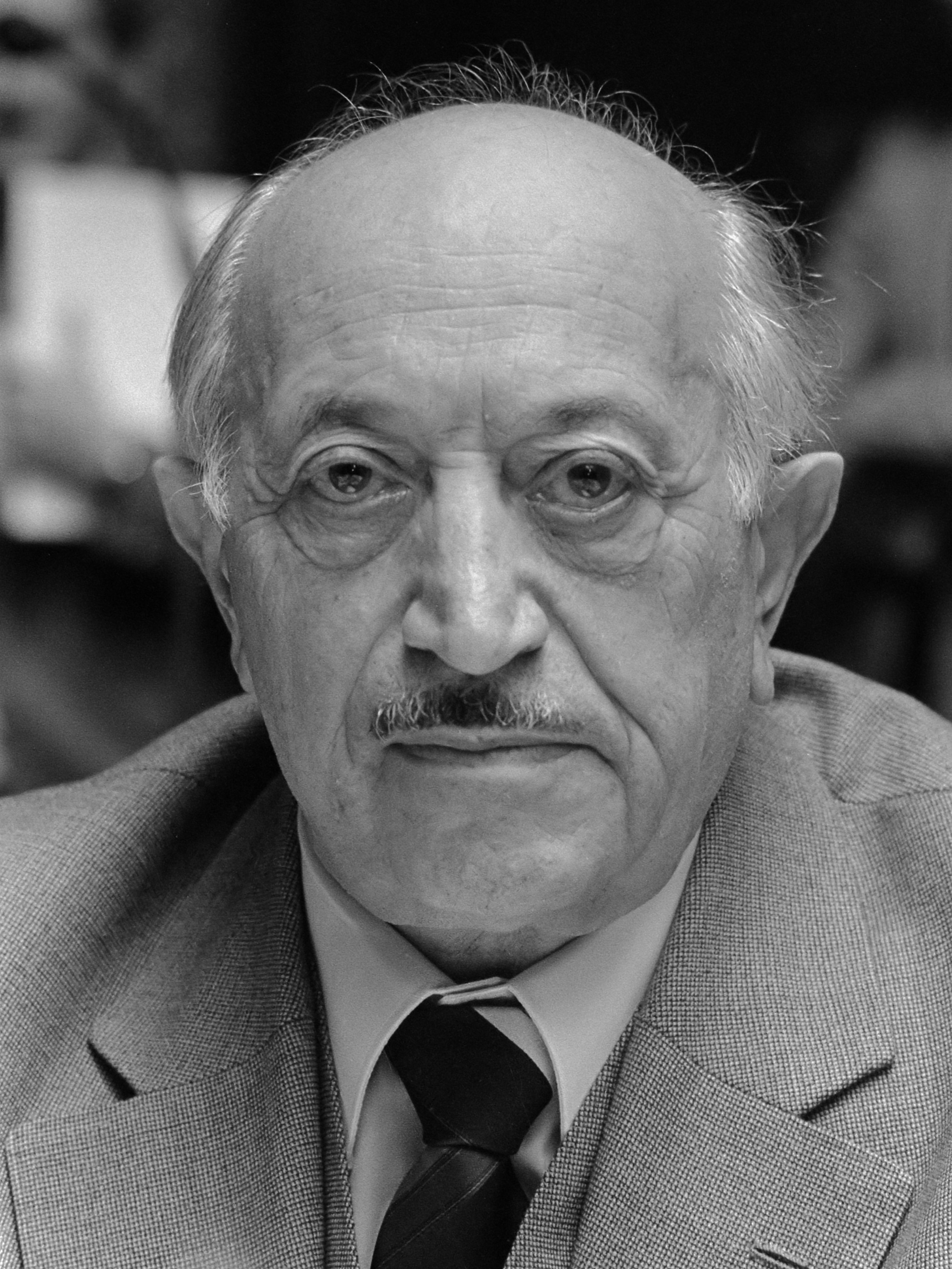
Simon Wiesenthal năm 1982.

Simon Wiesenthal (31/12/1908 - 20/09/2005) là một thợ săn Đức quốc xã, và là nhà văn người Áo. Ông là một người Do Thái, một nạn nhân Holocaust sống sót, trở nên nổi tiếng sau Thế chiến 2 khi đặt nhiệm vụ và thực thi cho mình là một thợ săn Đức quốc xã.

## Thời trẻ
Wiesenthal sinh năm 1908 tại Buchach thuộc Vương quốc Galicia và Lodomeria, nơi sau đó một phần của Đế quốc Áo-Hung, và nay là Ternopil, Ukraine.
Cha của ông là Asher Wiesenthal, là một người bán buôn, đã di cư khỏi Đế quốc Nga năm 1905 để tránh bạo lực và kỳ thị chống người Do Thái. Asher là quân dự bị trong quân đội Áo-Hung, được gọi lính năm 1914 khi bắt đầu Thế chiến 1, và đã chết ở mặt trận phía Đông năm 1915. Gia đình Simon gồm mẹ Rosa và người em Hillel trốn sang Vienna khi quân đội Nga kiểm soát Galicia. Hai anh em theo học trường học của người Do Thái bằng tiếng Đức. Gia đình trở lại Buczacz (Buchach) vào năm 1917 sau khi Nga rút lui. Khu vực này có thay đổi chủ vài lần nữa trước khi chiến tranh kết thúc tháng 11 năm 1918.
Anh em Wiesenthal theo học Trung học Nhân văn (Humanistic Gymnasium) tại Buczacz, nơi giảng dạy bằng tiếng Ba Lan. Ở đây Simon đã gặp người vợ tương lai của mình là Cyla Müller. Hillel thì ngã gãy lưng và chết năm 1923. Bà Rosa tái hôn vào năm 1926 và chuyển đến Dolyna với người chồng mới Isack Halperin, người sở hữu một nhà máy gạch ở đó. Wiesenthal vẫn ở lại Buczacz, sống chung với gia đình Müller, cho đến khi ông tốt nghiệp trường cao học năm 1928 trong nỗ lực thi lần thứ hai.
Với quan tâm về nghệ thuật và hội họa, Wiesenthal đã chọn học kiến trúc. Đầu tiên là lựa chọn học Đại học Bách khoa Lwów (tiếng Ba Lan: Politechnika Lwowska), nhưng không được vì hạn ngạch dành cho người Do Thái của trường đã kín chỗ. Vì thế ông theo học tại trường Đại học Kỹ thuật Séc tại Praha, từ năm 1928 đến 1932. Ông làm kỹ sư xây dựng từ năm 1934 đến 1935, phần lớn thời gian làm ở Odessa. Ông kết hôn với Cyla Müller năm 1936 khi trở về Galicia.
Những gì xảy ra tiếp theo thì các nguồn mâu thuẫn nhau. Tự truyện của Wiesenthal cũng mâu thuẫn lẫn nhau về nhiều điểm.
Một phiên bản là Wiesenthal có mở văn phòng kiến trúc, và cuối cùng cũng được nhận vào Đại học Bách khoa Lwów làm nghiên cứu sinh bằng cấp cao. Ông đã thiết kế một an dưỡng đường bệnh lao. Ông tỏ ra là thành viên tích cực của tổ chức Zionist sinh viên. Ông viết cho tờ Omnibus, một tờ báo châm biếm của sinh viên, và ông tốt nghiệp vào năm 1939.
Guy Walters thì chỉ ra là cuốn tự truyện đầu tiên của Wiesenthal không đề cập đến nghiên cứu tại Lwów. Walters trích từ curriculum vitae của Wiesenthal viết sau Thế chiến 2 như ông làm việc như một giám sát viên tại một nhà máy cho đến năm 1939 và sau đó làm việc như một thợ cơ khí tại các nhà máy khác nhau cho đến khi Đức quốc xã xâm chiếm vào năm 1941. Theo cuốn sách của Wiesenthal năm 1961 "Tôi săn đuổi Eichmann" (Ich jagte Eichmann) thì ông làm kỹ sư tại Odessa từ năm 1940 đến 1941. Walters cũng nói là không có hồ sơ của Wiesenthal tại trường đại học ở Lwów, và ông cũng không xuất hiện trong danh mục Architektów i Budowniczych (Catalogue của kiến trúc sư và nhà xây dựng) trong thời gian đã nói đến.

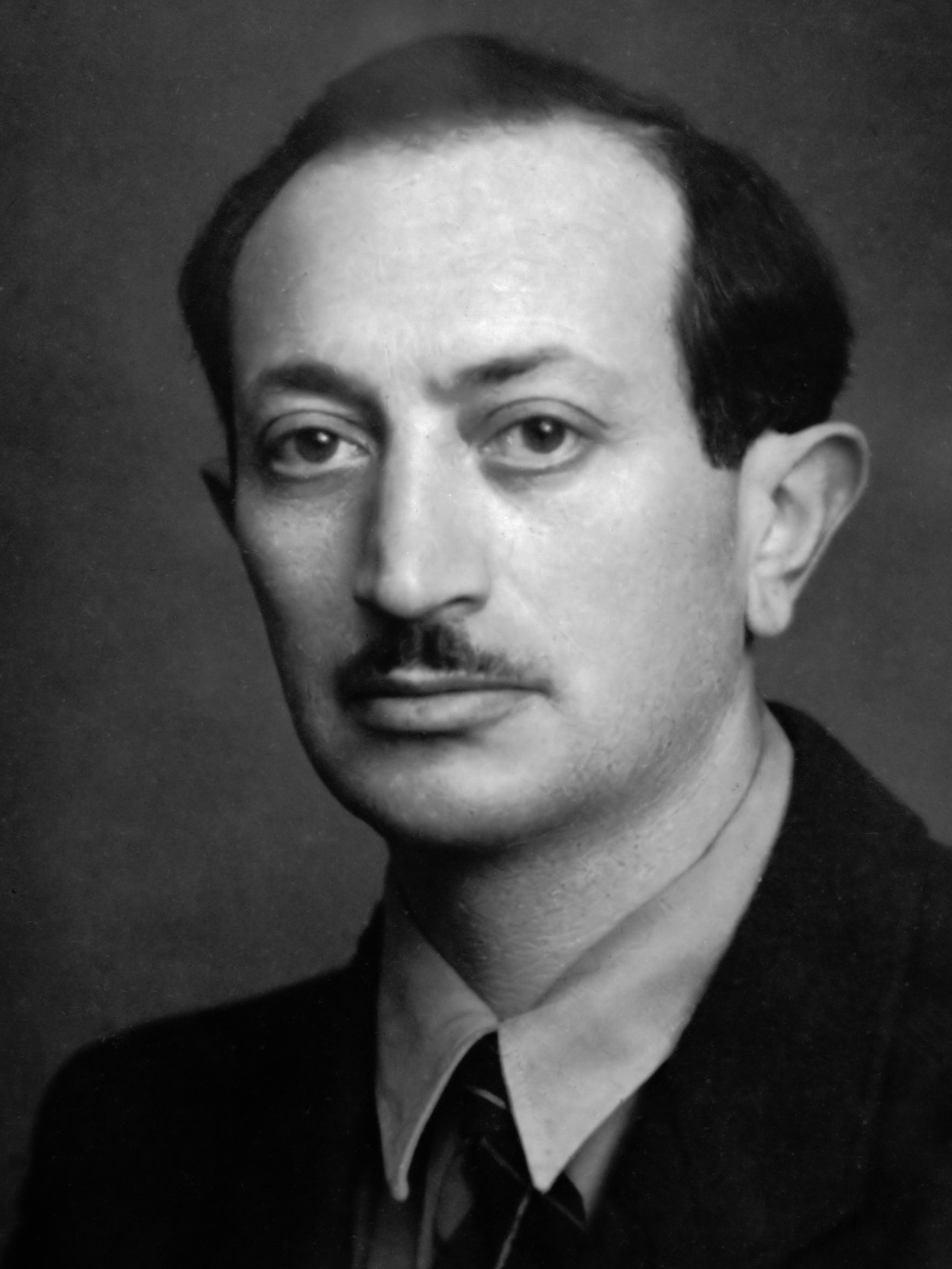
Simon Wiesenthal
năm 1940-1945

## Thế chiến thứ hai
Thế chiến thứ hai bùng nổ. Như một kết quả của việc phân chia Ba Lan theo Hiệp ước Molotov-Ribbentrop giữa Đức và Liên Xô, thành phố Lwów (nay là Lviv) thuộc vùng sáp nhập vào Liên Xô và đổi tên thành Lvov. Cha dượng Wiesenthal vẫn sống ở Dolyna, bị bắt vì là tư bản, sau đó đã chết trong nhà tù của Liên Xô. Bà mẹ về sống với Wiesenthal và Cyla ở Lvov. Ông hối lộ giới chức để tránh bị trục xuất, theo quy định tại Khoản 11, một quy định ngăn chặn tất cả các chuyên gia và trí thức Do Thái vào sống trong vòng 100 km (62 dặm) cách thành phố, hiện dưới sự quản lý của Liên Xô.
Tháng 6/1941 Đức quốc xã xâm chiếm vùng. Đã có vài nghìn người Do Thái bị sát hại ở Lvov bởi các công dân Ukraina và lực lượng Einsatzgruppen Đức trong tháng Sáu và tháng 7 năm 1941. Trong 6 tháng sau đó cư dân Do Thái phải đăng ký để làm lao động cưỡng bức, giao nộp nhà cửa, đến sống ở các khu ổ chuột Lvov (Lwów Ghetto) . Trong cuốn tự truyện, Wiesenthal nói bị bắt vào ngày 06 tháng Bảy như thế nào, nhưng không bị hành quyết do quản đốc cũ cứu. Đó là người đàn ông tên Bodnar, người sau này là thành viên của Cảnh sát bổ trợ Ukraina (Ukrainian Auxiliary Police). Có một số phiên bản của câu chuyện, trong đó có thể được ngụy tạo.
Cuối năm 1941, Wiesenthal và vợ được chuyển đến trại tập trung Janowska, buộc làm việc tại cung "Bảo dưỡng Đường sắt phía Đông". Nhờ cung cấp thông tin chi tiết về các tuyến đường sắt cho một tổ chức bí mật của Ba Lan là Armia Krajowa, Wiesenthal kiếm được giấy tờ cá nhân giả cho vợ mình từ họ. Nhờ đó Cyla đến Warsaw và vào làm việc trong một xưởng radio Đức rồi một số trại khác. Sức khỏe của Cyla đã bị tổn hại nhưng vẫn sống sót. Họ đoàn tụ năm 1945, và năm sau sinh con gái Paul Inca.
Phát xít Đức thường xuyên càn quét khu ổ chuột Lvov, cả khi mọi người vắng mặt vì làm lao động cưỡng bức. Mẹ của Wiesenthal và những phụ nữ Do Thái lớn tuổi khác được vận chuyển bằng tàu chở hàng đến Trại hủy diệt Belzec và bị giết chết vào tháng 8 năm 1942. Một cảnh sát Ukraine bắn chết mẹ của Cyla trước hiên nhà ở Buczacz trong khi cô đã bị đuổi ra khỏi nhà. Tổng cộng Cyla và Simon Wiesenthal mất 89 người thân trong Holocaust.
Tháng 10/1943 Wiesenthal trốn thoát khỏi trại Janowska, và đến 6/1944 bị bắt lại vì thiếu giấy tờ tùy thân. Do quân đội Xô Viết phản công ở phía đông, ông được chuyển đến Przemyśl, sau đó đến trại Kraków-Płaszów, rồi lần lượt ở trại Gross-Rosen, Chemnitz, Buchenwald, và tháng 2/1945 thì đến trại ở Mauthausen nước Áo.

## Thợ săn Đức quốc xã
Trong vòng ba tuần sau giải phóng Mauthausen, Wiesenthal đã chuẩn bị một danh sách khoảng một trăm tên tội phạm Nazi, chủ yếu là lính gác, chỉ huy trại, thành viên Gestapo, và trình nó đến Văn phòng Tội ác Chiến tranh của Quân đoàn Phản gián Mỹ tại Mauthausen. Ông đã làm thông dịch viên, đi cùng những sĩ quan thực hiện bắt giữ, mặc dù ông vẫn còn rất yếu. Tháng 7 năm 1945 nước Áo bị chia vùng chiếm đóng, Mauthausen thuộc khu vực Liên Xô, nên Văn phòng Tội ác Chiến tranh của Mỹ đã được chuyển đến Linz. Wiesenthal đi với họ, và sau đó làm việc trong một năm cho Văn phòng phục vụ chiến lược của Mỹ (American Office of Strategic Services). Ông tiếp tục thu thập thông tin về cả nạn nhân và thủ phạm của vụ thảm sát Holocaust. Ông giúp Berihah, một tổ chức ngầm thực hiện đưa người Do Thái sống sót vào vùng Palestine thuộc Anh (British Mandate for Palestine), giúp sắp xếp các giấy tờ giả mạo, cung cấp thực phẩm, vận chuyển,...
Tháng 2 năm 1947, ông và 30 tình nguyện viên khác thành lập "Trung tâm Tư liệu Lịch sử của người Do Thái" (Jewish Historical Documentation Center) ở Linz để thu thập thông tin cho xét xử tội ác chiến tranh trong tương lai , thu thập được lượng tài liệu phong phú. Tòa án của Đồng Minh chỉ xử lý được lượng tội phạm nhất định, nên các trung tâm này đóng cửa vào năm 1954, và chuyển tài liệu cho lưu trữ của khu tưởng niệm Yad Vashem ở Israel.

### Adolf Eichmann
Otto Adolf Eichmann là trung tá lực lượng vũ trang SS Đức Quốc xã. Vì ông có đầu óc tổ chức và có lý tưởng quốc xã sâu đậm, Eichmann được cấp trên là Reinhard Heydrich trao trách nhiệm chính trong kế hoạch thủ tiêu người Do Thái ở Châu Âu.
Sau khi Thế chiến 2 chấm dứt, bị Đồng Minh truy lùng gắt gao, Eichmann trốn ở Áo với giấy tờ giả đến năm 1950 , và giả giấy thông hành Hội Chữ thập đỏ  chạy trốn sang sinh sống tại Argentina với cái tên giả là Ricardo Clemento.
Wiesenthal biết tin từ một lá thư năm 1953 rằng Eichmann đã được nhìn thấy tại Buenos Aires, đã báo lại cho Lãnh sự Israel tại Áo. Đến năm 1960, nhân viên cục tình báo Mossad của Israel bắt được Adolf Eichmann, đưa về Israel xét xử. Năm 1962 Eichmann bị tòa án Israel kết án và xử tử hình.

### Josef Mengele
Josef Rudolf Mengele (16/03/1911-7/02/1979) là một sĩ quan Schutzstaffel (SS) người Đức, và là bác sĩ ở Trại tập trung Auschwitz từ 1943 đến kết thúc chiến tranh thế giới thứ hai. Mengele đảm trách phân loại các tù nhân khi họ đến bằng xe lửa từ khắp châu Âu, và đã thực hiện thí nghiệm phản khoa học và thường gây chết người ở các tù nhân.
Mengele rời trại vào tháng 01/1945 khi Hồng quân tiến đến giải phóng trại, sau đó bị quân Mỹ giam giữ một thời gian ngắn tại Weiden in der Oberpfalz rồi được thả. Sau đó đến năm 1949 trốn sang Argentina bằng hộ chiếu của Hội Chữ thập đỏ, đến Buenos Aires năm 1951, Paraguay năm 1958 , Brazil năm 1961, và ở đây đến khi chết năm 1979  với tên giả Wolfgang Gerhard.
Wiesenthal đã trao cho nhà chức trách Tây Đức thông tin, tuy nhiên Mengele trốn chạy với rất nhiều tên giả, việc truy tìm và bắt giữ Mengele không thực hiện được. Tháng Hai năm 1985 một phiên tòa công khai tổ chức tại Yad Vashem xét xử vắng mặt Mengele. Tháng Sáu năm 1985, mộ Mengele đã được khai quật để giám định pháp y.

### Trung tâm Simon Wiesenthal
Trung tâm Simon Wiesenthal (Simon Wiesenthal Center) được Giáo sĩ Marvin Hier thành lập tại Los Angeles năm 1977.

## Sách và bài báo đăng tải

### Sách
- Ich jagte Eichmann: Tatsachenbericht (Tôi săn đuổi Eichmann: Tường trình sự kiện). Gütersloh: S. Mohn (1961)
- Viết với bút danh Mischka Kukin, Wiesenthal published Humor hinter dem Eisernen Vorhang ("Hài hước đằng sau bức màn sắt"). Gütersloh: Signum-Verlag (1962)
- The Murderers Among Us: The Simon Wiesenthal Memoirs. New York: McGraw-Hill (1967)
- Sails of Hope: The Secret Mission of Christopher Columbus. New York: Macmillan (1973)
- "Mauthausen: Steps beyond the Grave". In Hunter and Hunted: Human History of the Holocaust. Gerd Korman, editor. New York: Viking Press (1973). pp. 286–295.
- The Sunflower: On the Possibilities and Limits of Forgiveness New York: Schocken Books (1969)
- Max and Helen: A Remarkable True Love Story. New York: Morrow (1982)
- Every Day Remembrance Day: A Chronicle of Jewish Martyrdom. New York: Henry Holt (1987)
- Justice, Not Vengeance. New York: Grove-Weidenfeld (1989)

### Bài báo
- "Latvian War Criminals in USA". Jewish Currents 20, no. 7 (July/August 1966): 4–8. Also in 20, no. 10 (November 1966): 24.
- "There Are Still Murderers Among Us". National Jewish Monthly 82, no. 2 (October 1967): 8–9.
- "Nazi Criminals in Arab States". In Israel Horizons 15, no. 7 (September 1967): 10–12.
- Anti-Jewish Agitation in Poland: (Prewar Fascists and Nazi Collaborators in Unity of Action with Antisemites from the Ranks of the Polish Communist Party): A Documentary Report. Bonn: R. Vogel (1969)
- "Justice: Why I Hunt Nazis". In Jewish Observer and Middle East Review 21, no. 12 (ngày 24 tháng 3 năm 1972): 16.